# Sant’Edith Stein
Sant’Edith Stein ist eine römisch-katholische Pfarrkirche in Rom im Bezirk Torre Angela, an der Via Siculiana.
Am 11. Oktober 1998 wurde die Pfarrei von Kardinalvikar Camillo Ruini gegründet. An diesem Tag wurde der Namenspatron, Edith Stein, von Papst Johannes Paul II. heiliggesprochen.
Am 20. Oktober 2006 wurde vom Architekten Roberto Panella mit den Bauarbeiten begonnen. Diese wurden 2009 beendet. Die Kirche wurde am 22. März 2009 von Kardinalvikar Agostino Vallini geweiht.
Der Altarraum ist mit polychromen Glasfenstern versehen, welche die Heiligen Edith Stein, Birgitta von Schweden und Katharina von Siena darstellen. Eine Glasscheibe trennt das Kirchenraum von der Anbetungskapelle.